# 심리학철학
심리학철학(Philosophy of psychology) 또는 심리학의 철학은 심리학의 역사와 기초에 관심을 갖는다. 인식론적, 존재론적 문제를 모두 다루며 심리철학, 이론심리학 등 다른 분야와 관심을 공유한다. 철학적 심리학과 이론 심리학은 밀접하게 연결되어 있으므로 때때로 같은 의미로 사용되거나 함께 사용된다. 그러나 심리학 철학은 철학에 대한 일반적인 논쟁과 철학적 방법에 더 많이 의존하는 반면, 이론심리학은 여러 영역을 활용한다.

## 존재론
심리학철학자들은 또한 다음과 같은 존재론적 문제에 관심을 갖고 있다.
- 심리학을 이론적으로 신경과학으로 축소할 수 있는가?
- 심리적 현상이란 무엇인가?
- 심리학에서 주관성과 객관성의 관계는 무엇인가?